# Brackwang
Brackwang ist ein Wohnplatz der Gemeinde Heuchlingen im Ostalbkreis in Baden-Württemberg.

## Beschreibung
Der kleine Weiler liegt etwa eineinhalb Kilometer südsüdwestlich des Ortskerns von Heuchlingen.
Etwas westlich des Ortes liegt die nach Norden ziehende Schönhardter Klinge, ein Oberlauf des in den Hackbankbach mündenden Espenbach.
Naturräumlich liegt der Ort im Vorland der östlichen Schwäbischen Alb, genauer auf den Liasplatten über Rems und Lein.

## Geschichte
Ungefähr 300 Meter südlich des Ortes zog einst der Grenzwall des Obergermanisch-Raetischer Limes vorbei.
Erste Erwähnung findet der Ort im Jahre 1236 als „Bragewanc“ mit dem Reichsministerialen „Rudolf von Brackwang“. Im Jahr 1287 war ein „Rüdiger von Brackwang“ Mönch im Kloster Comburg. Aufgrund dieser Erwähnungen wird auch eine heute abgegangene Burg oder ein befestigtes Haus im Ort vermutet.
In Unterlagen aus dem Jahr 1366 kommen die Orte „Ober-“ und „Under-Praggenwank“ vor, diese gehörten der Adelsfamilie von Rechberg. 1423 gehörte ein Hof der Gmünder Familie Clas, der andere Jörg von Woellwarth, der ihn 1435 an den Gmünder Bürger Brotolf verkaufte. 1456 beziehungsweise 1489 erwarb das dortige Dominikanerkloster beide Höfe.
Der Ort fiel 1803 an das Königreich Württemberg. Bis 1952 gehörte der Ort zur Gemeinde Iggingen und kam dann zu Heuchlingen.